# Petinha-do-vaal
A petinha-do-vaal ou petinha-creme  (Anthus vaalensis) é uma espécie de ave da família Motacillidae.
Pode ser encontrada nos seguintes países: Angola, Botswana, República Democrática do Congo, Malawi, Moçambique, Namíbia, África do Sul, Essuatíni, Tanzânia, Zâmbia e Zimbabwe.
Os seus habitats naturais são: campos de gramíneas subtropicais ou tropicais secos de baixa altitude.